# Euphonia finschi
La eufonia de Finsch (Euphonia finschi) es una especie de ave paseriforme de la familia Fringillidae propia de América del Sur.

## Distribución y hábitat
Puede encontrarse en los siguientes países: Brasil, Guayana Francesa, Guayana, Surinam y Venezuela. Sus hábitats naturales son los bosques tropicales húmedos de baja altitud y los bosques secundarios.